# Франсоа Артог
Франсоа Артог (на френски: François Hartog) е френски историк, чиито изследвания са в областта на интелектуалната история на Древна Гърция и историята на историографията.

## Биография
Франсоа Артог се ражда през 1946 г. Завършва Екол нормал сюпериор (на френски: École normale supérieure) на ул. „Улм“ в Париж.
Ръководител на Секцията по древна и съвременна историография във Висшето училище по социални науки (на френски: École des hautes études en sciences sociales, съкр. EHESS). Сътрудник на Центъра за сравнителни изследвания на древните общества „Луи Жерне“ (на френски: Centre Louis Gernet de recherches comparées sur les sociétés anciennes) и асоцииран член на Центъра за исторически изследвания в Париж (на френски: Centre de recherche historique, съкр. CRH).
Студент на Жан-Пиер Вернан и запален читател на книгите на Райнхарт Козелек, изследванията му са посветени на интелектуалната история на Древна Гърция (дисертацията му е върху Херодот), историята на историографията (книгите на Фюстел дьо Куланж, историографията на Древна Гърция) и проучването на историческите форми на темпорализацията.
На 6 – 7 декември 2007 г. участва в международния колоквиум в Нов български университет „Времена на света и история“.